# Campamento de Jalazone
El campamento de Jalazone (en árabe: مخيّم الجلزون‎), también conocido como Jalazun, Jalazoun o Yalazone, es un campamento de refugiados palestino en la Gobernación de Ramala y Al Bireh de Cisjordania, en el Estado de Palestina, ubicado a 7 kilómetros al norte de Ramala y vecino del pueblo de Jifna hacia el norte, Deir Dibwan al este, Bir Zeit al oeste y el asentamiento israelí Beit El (ilegal según las leyes internacionales) al sureste.

## Demografía
Según la Oficina Central de Estadísticas de Palestina (PCBS), Jalazone tenía una población de aproximadamente 8.700 habitantes en 2006 y 9.450 en 2013. La Oficina de Naciones Unidas para la Coordinación de Asuntos Humanitarios (OCHA) calculó que la población total era de unos 4.311 refugiados en 1967 y estaría en 14.520 en 2007. Por otro lado, los datos de UNRWA eran de 13.000 refugiados inscritos en el campo. La proporción de género en 2007 era 51,3% varones y 48,7% mujeres. La edad media de los residentes del campamento era de 24 años. La densidad de población es de 51.383 habitantes por kilómetro cuadrado.
El campamento se mantienen en gran medida gracias a la labor de UNRWA con financiación proveniente de Arabia Saudí.

## Historia

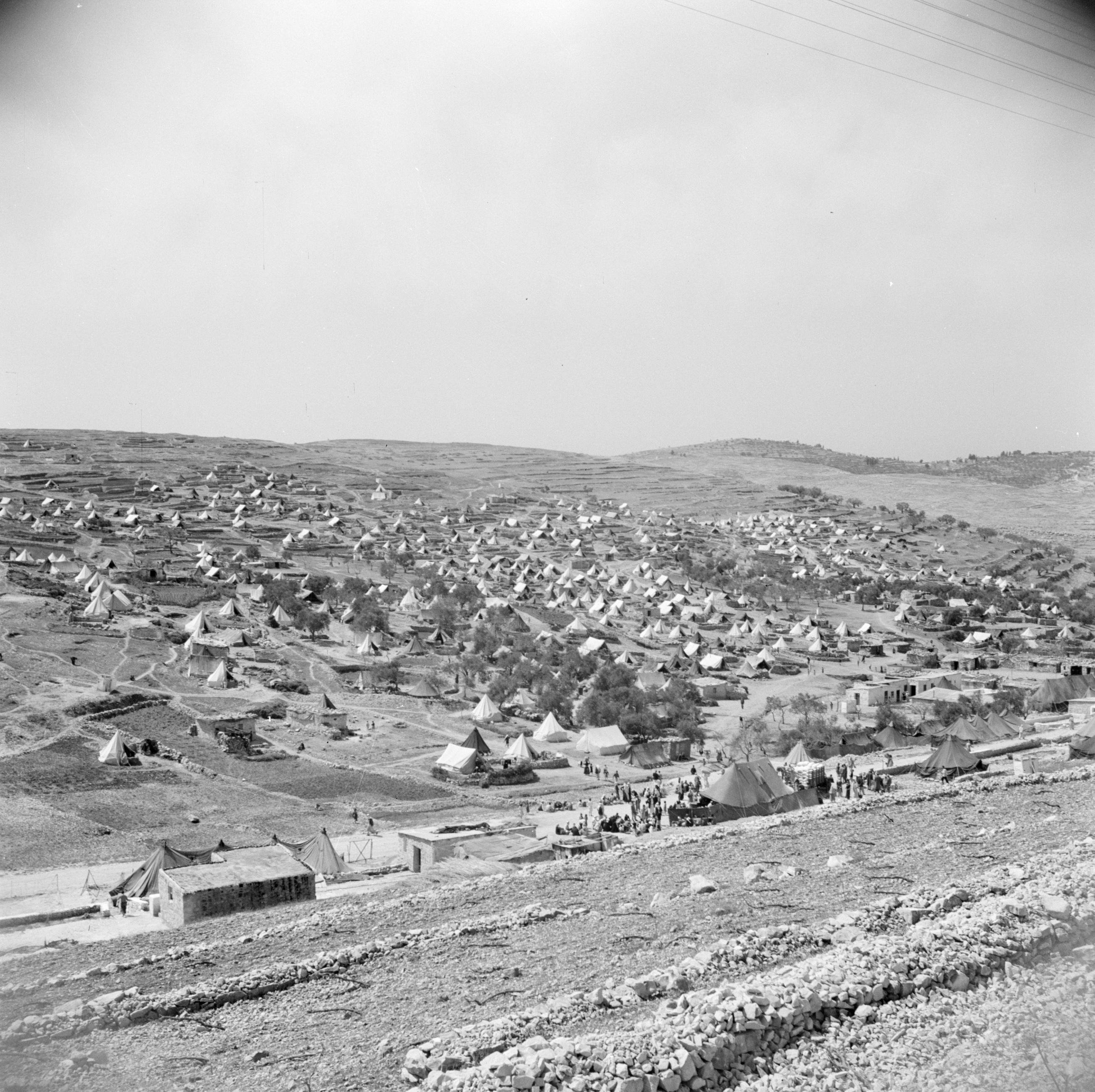
El campamento de Jalazone en 1950.

El 29 de noviembre de 1947, la Asamblea General de las Naciones Unidas aprobó la resolución 181, más conocida como el Plan de Partición de Palestina, que impulsaba la creación de un estado judío y uno árabe en el territorio del Mandato Británico de Palestina. Como consecuencia del avance de las tropas judías antes y durante la guerra árabe-israelí de 1948, unos 700.000 palestinos fueron expulsados o huyeron de sus hogares. A la conclusión de la guerra, Israel les negó el derecho de retorno, por lo que Naciones Unidas decidió crear la Agencia de Naciones Unidas para los Refugiados de Palestina en Oriente Próximo (UNRWA) y una serie de campamentos de refugiados en la Franja de Gaza, Cisjordania, Líbano, Siria y Jordania. 
El campamento de Jalazone se estableció en 1949 sobre 253 dunams (25,3 hectáreas) de tierra. La mayoría de los refugiados provenía de Lod, Ramla, Haifa, el sur de Hebrón y de muchas otras aldeas de la Palestina central. Según los archivos de UNRWA en 2005, la mayoría de las familias en el campamento son descendientes de refugiados que originariamente vivían en Bayt Nabala (643 familias) y en la ciudad vecina de Lod (373 familias). Según las estadísticas de OCHA, los refugiados que llegaron al campamento de Jalazone provenían de un total de 36 pueblos, la mayoría de ellos ubicados en la Palestina central, y principalmente de Bayt Nabala, Annaba, al-Muzayri'un, Innaba,y al-Khayriyya. Otros provenían de pueblos y ciudades del norte, como Tiberíades, Haifa, Sabbarin o Umm az-Zinat, así como de al-Dawayima en el sur, cerca de Hebrón.
Como en todos los campamentos de refugiados oficiales de Cisjordania, la Agencia de Naciones Unidas para los Refugiados de Palestina en Oriente Próximo (UNRWA en sus siglas inglesas) había arrendado la tierra a Jordania, que controlaba de facto el territorio. La mayoría de las parcelas eran de propiedad estatal antes del arrendamiento, mientras que el resto pertenecían a terratenientes locales de varias localidades cercanas.

### Ocupación israelí
Después de los Acuerdos de Oslo entre la Autoridad Nacional Palestina (ANP) e Israel, el campamento de Jalazone quedó en la denominada zona B, por lo que los asuntos administrativos del campamento se transfirieron a la ANP mientras que los asuntos de seguridad permanecieron bajo control israelí. La creciente expansión del asentamiento israelí de Beit El, que ha llegado hasta las inmediaciones de la escuela de niños del campamento, ha causado crecientes enfrentamientos entre los refugiados y los soldados del ejército israelí, con choques prácticamente diarios y continuas incursiones de los militares en el campamento. UNRWA también proporciona determinados servicios al campamento.
El 31 de octubre de 2000, en el curso de una manifestación en el cruce de Ayosh, el joven de 17 años Thaer Ibrahim Shalsh al-Zayd murió de un disparo en el abdomen realizado por el ejército israelí. Un adolescente de 16 años del campamento de Jalazone murió el 17 de abril de 2009 por fuego israelí cuando se disponía a arrojar cócteles molotov a las casas del asentamiento de Beit El. Se llamaba Muhammad 'Ali Nawar Hamdan. Muhammad Riad Nayef 'Alian, de 15 años, murió el 31 de agosto de 2009 por disparos de soldados israelíes que montaban guardia en un puesto de control a la entrada del asentamiento de Beit El. Se encontraba a unos 70 metros de ellos, era de noche y, según los soldados, les había arrojado un cóctel molotov. El 7 de diciembre de 2013, otro adolescente de 15 años, Wajih Wajdi Wajih a-Ramahi, murió de un disparo en la espalda realizado por soldados israelíes. Wajih se encontraba junto con otros adolescentes que lanzaban piedras a los soldados a una distancia de más de 200 metros.
En 2014, dos refugiados del campamento murieron y 59 más resultadon heridos durante las incursiones del ejército israelí en Jalazone. Muhammad Mahmoud 'Abd al-'Aziz Mubarak, de 20 años, murió el 29 de enero a causa de disparos realizados por soldados israelíes poco después de que este, según la versión militar israelí, disparara a una torre de vigilancia. El otro fallecido se llamaba Ahmad 'Arafat Hussni Samad'ah, tenía 20 años y fue abatido el 16 de junio por soldados israelíes, que afirmaron que había estado lanzándoles piedras. Además, el 7 de marzo, un grupo de colonos israelíes atacaron con piedras y amenazaron pistola en mano a un fotoperiodista palestino, Abbas Momani, mientras filmaba las protestas semanales de los jóvenes del campamento de Jalazone. Los soldados israelíes presentes en la zona no intervinieron para detener el lanzamiento de piedras.
'Ali Mahmoud 'Abd a-Rahman Safi, de 20 años, murió el 25 de marzo de 2015 por disparos del ejército israelí durante una manifestación a las puertas del asentamiento israelí de Beit El. El 14 de junio de 2015, dos soldados israelíes fueron condenados a 28 días de cárcel y otro más a 30 días de confinamiento en su base militar por dar una paliza e insultar a un manifestante palestino en la entrada del campamento de Jalazone. La grabación de esta agresión fue la que permitió exigir responsabilidades a los soldados. El 31 de julio de 2015, un joven de 15 años o 17 años del campamento de Jalazone, llamado Laith Fadel 'Issa al-Khaldi, murió por un disparo en la espalda realizado por un soldado israelí después de que él y otros jóvenes arrojaran cócteles molotov y botellas de pintura al puesto militar israelí de Atara, en protesta por el asesinato del bebé Alí Dawabsha, de 18 meses, quemado vivo en su casa tras el ataque de unos colonos israelíes. En noviembre de 2016, un adolescente de 15 quedó en estado vegetativo por el disparo de una bala de goma en la cabeza. Se llama Fares Bayed y era residente del campamento de Jalazone. Una investigación de la ONG israelí B'Tselem catalogó el disparo de "ilegal". El número de arrestos y detenciones se ha incrementado drásticamente en los últimos años.
El 23 de marzo de 2017, el ejército israelí disparó desde una torre de seguridad a la entrada del campamento al coche en el que viajaban Muhammad Mahmoud Ibrahim al-Hattab, de 17 años, y otros tres jóvenes de 17 y 18 años, todos ellos residentes del campamento de Jalazone. Los jóvenes fueron llevados al Hospital Gubernamental de Ramala, donde Muhammad murió por heridas en pecho y hombro y el resto fueron ingresados en estado crítico. El 10 de abril de ese mismo año moría otro de los ocupantes del vehículo, Jaseem Muhammad Nakhla, de 17 años, por las heridas sufridas en cabeza y hombro. El 17 de diciembre de 2017, el campamento de Jalazone volvió a aparecer en los medios de comunicación palestinos e israelíes tras conocerse que soldados israelíes habían detenido durante cinco horas a un niño de cinco años del campamento bajo la acusación de participar en enfrentamientos violentos y arrojar piedras. Tras varias horas encerrado a solas en un jeep del ejército, fue transferido a dependencias palestinas en Ramala, donde sus padres pudieron por fin recogerlo. El 14 de diciembre de 2018, durante una incursión del ejército israelí en el campamento, un soldado disparó por la espalda a Mahmoud Nakhle, un chico de 17 años que huía desarmado de los enfrentamientos. La bala le atravesó el hígado, por lo que comenzó a desangrarse. Los soldados lo arrastraron de las manos y los pies y ahuyentaron a una ambulancia que se había acercado para evacuarlo. Nakhle murió desangrado horas después.
En total, unos 30 habitantes del campamento han muerto por fuego israelí desde el final de la Segunda Intifada, cinco de ellos en 2014 (tres de ellos niños). Unos 100 residentes han resultado heridos en choques o incursiones del ejército israelí, 60 de ellos niños, de los cuales 30 han quedado con discapacidades permanentes y 6 siguen en estado grave.

## Educación
El campamento de Jalazone tiene dos escuelas, una de niños y otra de niñas, ambas gestionadas por UNRWA y que dan cobertura educativa a unos 2.000 alumnos. La escuela de niñas, con más de 1.000 alumnas, es una de las más grandes de Cisjordania. Ambas escuelas tienen biblioteca, salas de ordenadores, laboratorios y clases de refuerzo los sábados. La proximidad de ambas escuelas al asentamiento de Beit El hace que los niños sufran los enfrentamientos a menudo, y muchos de ellos han resultado heridos por las granadas de gas, balas de goma y granadas aturdidoras que a menudo son disparadas hacia las escuelas.

## Sanidad
En 2007 se construyó en el campamento un centro de salud que provee a los habitantes del campamento de atención reproductiva, pediatría, vacunación, chequeos y tratamiento para enfermedades tanto contagiosas como no contagiosas, así como tratamiento psicológico. Un dentista visita el centro médico cinco días a la semana y también existe un servicio de rehabilitación disponible en el Centro de Rehabilitación Comunitario. Aunque se han hecho progresos últimamente en este aspecto, el número de consultas atendidas por cada doctor supera todavía las 100 consultas diarias.

## Infraestructuras
El sistema de alcantarillado cubre el 70% del campamento, pero se trata de un sistema insuficiente que sufre frecuentes atranques y que en épocas de inundaciones provoca la inundación del campamento con aguas fecales.

## Economía
La mayoría de los habitantes del campamento solían trabajar en Israel o en los asentamientos cercanos pero, a raíz de la Primera Intifada, con los frecuentes cortes de carreteras y las restricciones de movimiento que aquella desencadenó, el nivel de desempleo del campamento ha alcanzado cotas muy altas.
UNRWA proporciona parcelas de tierra a 880 refugiados en situación de especial vulnerabilidad, un 6,7% del total de refugiados en el campamento. La Unidad de Intervención en momentos de Crisis de UNRWA proporciona cobertura a aquellos refugiados cuyos hogares resultan dañados por las frecuentes incursiones del ejército israelí, incluyendo la reparación de puertas y ventanas rotas y la derivación de víctimas con problemas psicológicos a servicios de asistencia mental y legal.
Además, el Programa de Emergencia Dinero-Por-Trabajo proporciona oportunidades laborales dentro del campamento con una duración máxima de dos o tres meses, especialmente centradas en familias que no pueden obtener los alimentos que necesitan. Estos trabajos incluyen la reparación del alcantarillado, la cementación de aceras y calles, la construcción de pequeños jardines o la reparación de refugios, entre otros. 